# Ocean (nothingmanのアルバム)
『ocean』は、nothingmanのスタジオ・アルバム。発売元はONE BY ONE RECORDS。

## 概要
結成10年目にして初のスタジオ・フル・アルバムとしてリリースされた。

## 収録曲
1. opening
2. loop the sun
3. この時代を愛していてね
4. 空に歌えば
5. home town
6. 窓の向こう
7. 相思相愛~母への手紙~
8. 地平線
9. 神様
10. 世界のそばで
11. グッドバイグッドラック
12. ocean